# Boetelerveld

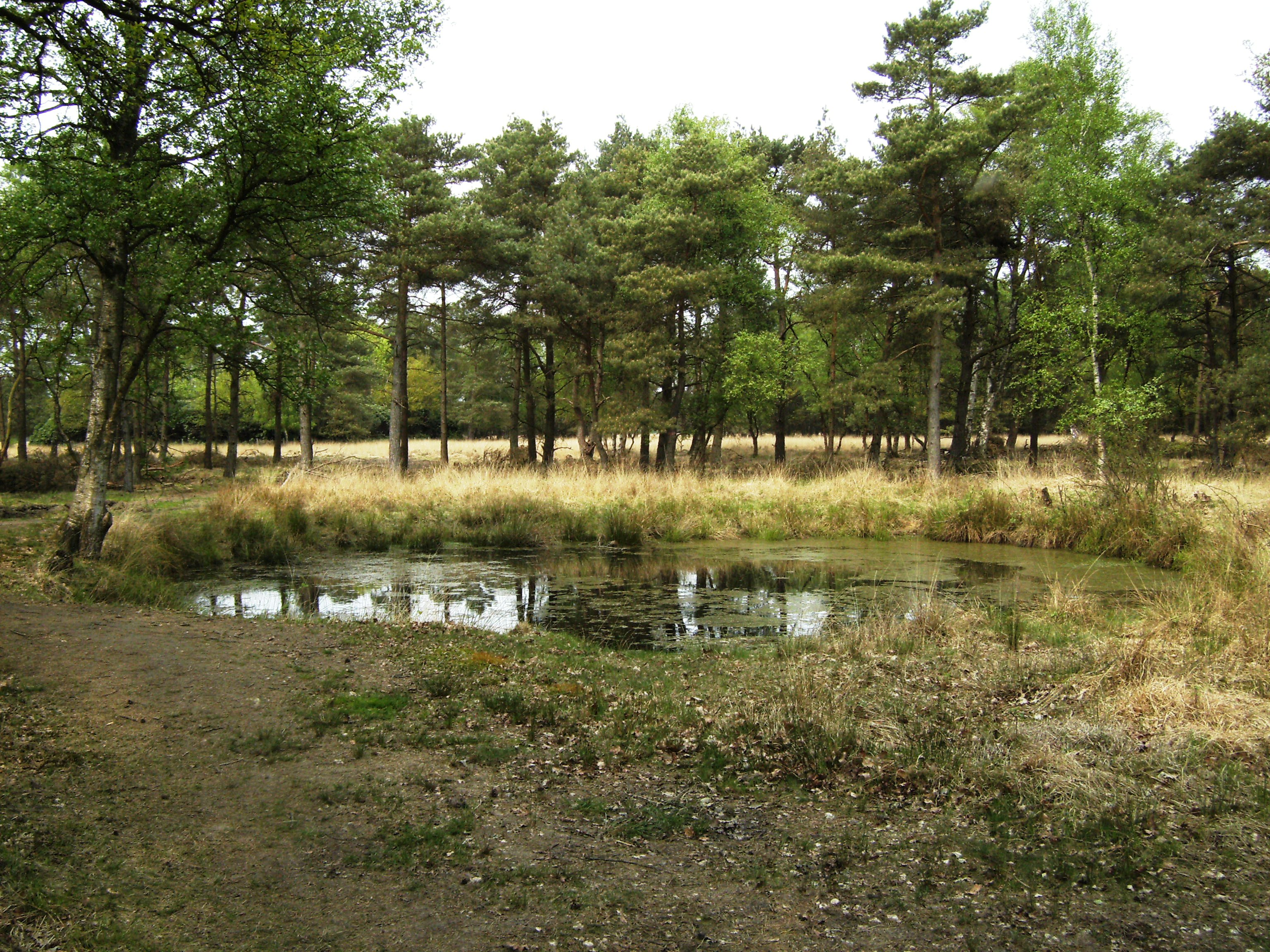
Poel op het Boetelerveld

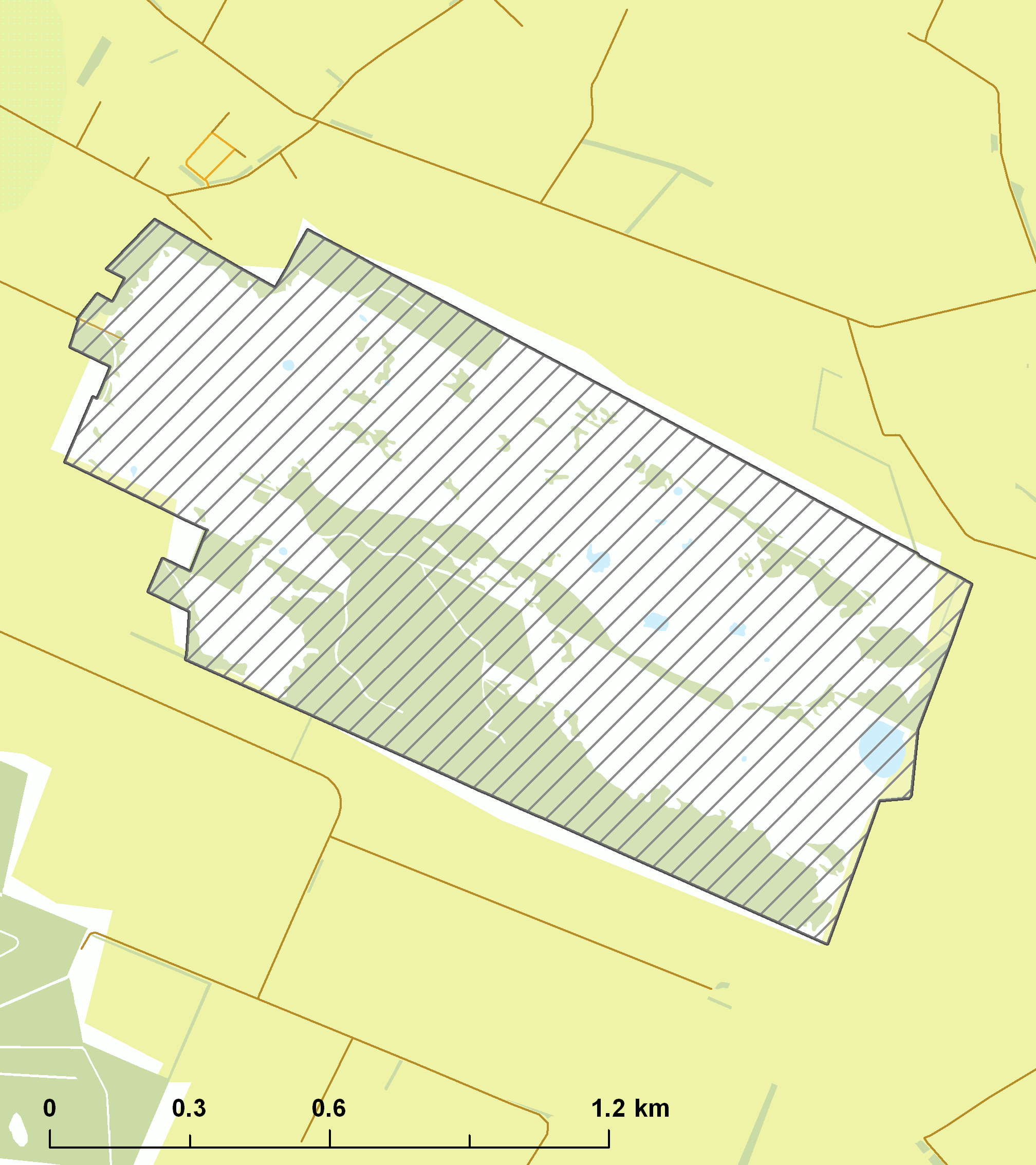
Ligging

Het Boetelerveld is een natuurreservaat gelegen bij de buurtschap Boetele in de Nederlandse gemeente Raalte in de Overijsselse streek Salland. Het ligt ongeveer drie kilometer ten zuidoosten van Raalte. De vegetatie in het vaak vochtige Natura 2000-gebied bestaat voor ongeveer een derde uit heide, verder is er veel naaldbos. Het landschap is typerend voor de hogere zandgronden van oostelijk Nederland. Landschap Overijssel is beheerder van de 170 hectare natuur. 

## Geschiedenis
Het gebied wordt ook wel de Schoonheterheide genoemd omdat het vroeger bij havezate Schoonheten behoorde. In 1953 zou het ontgonnen worden. Na de watersnoodramp in Zeeland werden alle beschikbare middelen daar ingezet en het Boetelerveld bleef ook daarna zoals het was. Het werd zo het laatst overgebleven vochtige heidegebied in Salland, dat echter wel te maken heeft met verbossing en verdroging.

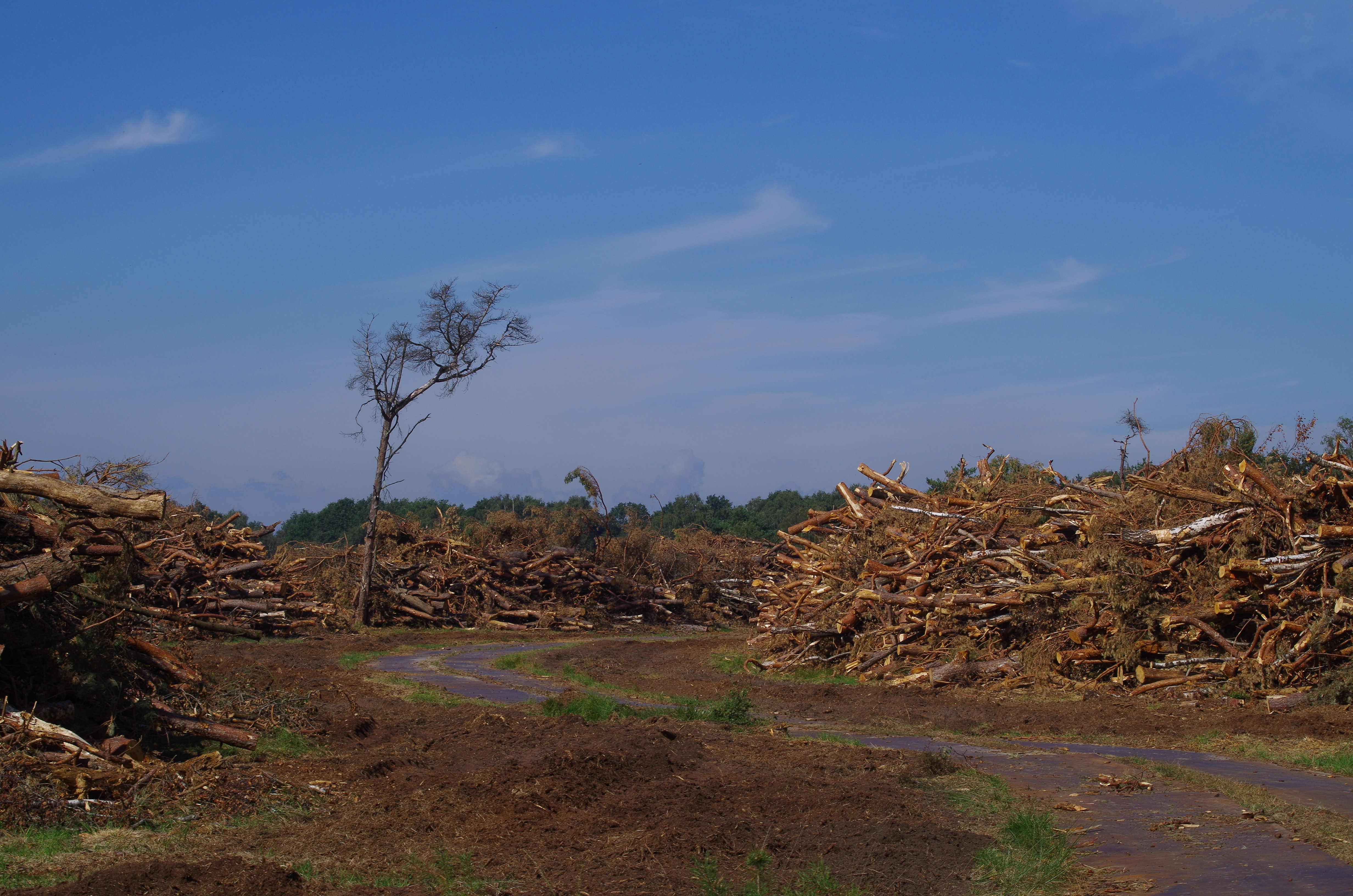
Verwijdering van geboomte in 2020

In 2018 verscheen een inrichtingsplan dat aangeeft dat veel dennenbos verwijderd zal worden ten gunste van meer open heide. Sommige plaatsen krijgen een meer schrale bodem doordat de voedselrijke laag er wordt afgegraven. Wijzigingen in de waterhuishouding moeten er toe leiden dat er meer natte heide ontstaat, daartoe worden in het direct aanliggende gebied sloten gedempt. In 2020 begon de grootschalige verwijdering van naaldhout.

## Beschrijving
Het reservaat bestaat bodemkundig gezien vooral uit oud dekzand, vaak is er een flinke leemlaag in de ondergrond aanwezig. Op enkele lage plaatsen hebben zich veenvegetaties ontwikkeld. Op de heide is veel vliegdenbos ontstaan dat in de eerste decennia van de eenentwintigste eeuw voor een deel geruimd is. Langs de randen van het gebied staan van oudsher bosjes van grove den en berk, ook zijn daar eiken aangeplant. Er is een aantal waterpoelen en aan de rand ligt een grotere plas met een vogelobservatiehut. Begrazing vond lang plaats door een kudde Schotse hooglanders. Opvallend is de rust in het gebied die slechts af en toe wordt verstoord door zeer hoog overvliegende verkeersvliegtuigen.

## Flora en fauna
Floristisch interessant zijn de schrale heidevegetaties en het spaarzaam aanwezige blauwgrasland. Aanwezig zijn klokjesgentiaan, tormentil, kleine zonnedauw, blauwe zegge en witte snavelbies. Aan te treffen zijn verder onder andere blauwe knoop, parnassia, wateraardbei en verschillende soorten orchideeën. Het reservaat is rijk aan bos- en weidevogels. Er is een telpost gevestigd ten behoeve van het registreren van de stromen trekvogels die het gebied aandoen. Bij de plas het Rietgat zijn onder meer de dodaars en de heikikker te zien. Van de aanwezige muizensoorten is de waterspitsmuis de zeldzaamste. De bedreigde kamsalamander maakt voor zijn voortplanting gebruik van enkele van de aanwezige poelen. Het als 'kwetsbaar' te boek staande heideblauwtje is, als honkvaste bewoner van vochtige tot natte heiden, in de zomermaanden een veel voorkomende verschijning in het gebied. 

## Toegang
Het Boetelerveld is uitsluitend te voet te bezoeken. Het was lang beperkt toegankelijk, later werden er drie wandelroutes gemarkeerd. De grootste is vijf kilometer lang. De belangrijkste ingang is aan de Schoonhetenseweg ter hoogte van de Kloosterdijk. Aan de andere zijde van het langgerekte gebied is aan de Eekwielensweg een tweede toegangshek.